# Mario (artist)
Mario Dewar Barrett, född 27 augusti 1986 i Baltimore, Maryland, är en amerikansk R&B- och popsångare. Hans mest kända singlar är "Just a Friend 2002" (2002), "Let Me Love You" (2004) och "How Do I Breathe" (2008), "Lonely Girl's Club" (2009). Som skådespelare hade han en biroll i filmen Step Up.

## Diskografi
- 2002 – Mario
- 2004 – Turning Point
- 2007 – Go!